# Concert per a piano núm. 5 (Mozart)
El Concert per a piano núm. 5 en re major, K. 175, fou escrit per Wolfgang Amadeus Mozart el 1773, a l'edat de disset anys. És el primer concert per a piano que compongué, ja que els anteriors concerts, els núm. 1, núm 2, núm. 3 i núm. 4 són transcripcions d'obres d'altres compositors. Aquest concert era un dels favorits de Mozart i és esmentat en moltes de les seves cartas. De fet, interpretà aquesta obra en concerts fins a l'any de la seva mort.
Pel que fa a la instrumentació, està escrit per a dos oboès, dues trompes, dues trompetes, timbales, i corda. Juntament amb el Concert núm. 13, K. 415 són els únics concerts que va compondre amb la participació de trompetes i timbales. Consta de tres moviments:
1. Allegro
2. Andante ma un poco adagio
3. Allegro

El Rondó en re major per a piano i orquestra, K. 382, va ser escrit posteriorment com un possible final alternatiu per a aquest concert.